# Cratere Erro
Erro è un cratere lunare di 63,75 km situato nella parte nord-occidentale della faccia nascosta della Luna, lungo i margini orientali del terreno pianeggiante frastagliato che unisce il Mare Marginis a nordovest con il Mare Smythii a ovest-sudovest. Questa area è a volte visibile dalla Terra a causa della librazione, tuttavia anche in queste occasioni non sono osservabili molti dettagli poiché la superficie interna è nascosta dalla cresta.
Nelle vicinanze si trova il cratere Babcock a ovest-sudovest, il cratere Saenger a est-sudest e il cratere Dreyer a nord-nordovest.
Erro ha un bordo basso ed eroso che si innalza poco dalla superficie. Il terreno circostante, piuttosto irregolare, ha invaso il fondo del cratere lasciando una superficie livellata e praticamente senza caratteristiche di rilievo. La sezione più intatta del bordo si trova a nord e a nordest. Il cratere 'Erro V' a nordovest è adiacente al bordo esterno, ed è presente un cratere più piccolo sul bordo meridionale. Anche nella parte settentrionale della superficie interna è presente un piccolo cratere.
Il cratere è dedicato all'astronomo messicano Luis Enrique Erro.

## Crateri correlati
Alcuni crateri minori situati in prossimità di Erro sono convenzionalmente identificati, sulle mappe lunari, attraverso una lettera associata al nome.
| Erro | Coordinate            | Diametro (in km) |
| ---- | --------------------- | ---------------- |
| D    | 6°57′00″N 100°31′12″E | 27,78            |
| J    | 4°35′24″N 99°20′24″E  | 14,6             |
| K    | 3°47′24″N 99°37′12″E  | 15,79            |
| T    | 5°40′48″N 96°55′48″E  | 15,08            |
| V    | 6°18′36″N 97°39′00″E  | 17,16            |